# Гейм, Георг
Георг Гейм (нем. Georg Heym; 30 октября 1887, Хиршберг, Нижняя Силезия — 16 января 1912, Берлин) — немецкий поэт, писатель, драматург, ключевая фигура раннего экспрессионизма.

## Биография и творчество
Георг Гейм родился в 1887 году в Хиршберге (Силезия; в наст. вр. — город Еленя-Гура в Польше) в семье чиновника Германа Гейма и его жены Дженни, урождённой Тайстрцик. В 1894 году семья Гейма переезжает в город Гнезен, куда отец Георга назначен главным прокурором. В апреле 1896 года Георг поступает в гимназию города Гнезена. С ранних лет Гейм начал интересоваться литературой; первые стихи относятся к 1899 году (в июне 1899-го он записал в блокнот стихотворение «Ручей»). В 1900 году семья перебирается в Берлин. Георг продолжил своё обучение в гимназии Берлина-Вильмельсдорфа; с 1902 года начинает регулярно записывать свои стихотворения в тетрадь. Уже в 1905 году был вынужден уйти из гимназии, так как вместе с несколькими одноклассниками сжег принадлежавшую гимназии лодку. Отец отослал сына в другую гимназию, располагавшуюся в городе Нойруппин под Берлином. В 1906 году в школьной газете «Круговращение солнца» опубликованы два стихотворения Гейма, написанные под впечатлением от самоубийства его одноклассника Эрнста Фогеля. 8 марта 1907 года Георг держит экзамен на аттестат зрелости в гимназии Нойруппина. Получив 20 марта аттестат, он в тот же день вернулся в Берлин и записал в дневнике: «Свободен». В мае того же года поступил по желанию отца на юридический факультет Вюрцбургского университета. А 22 сентября Георг закончил первый акт драмы «Поход на Сицилию» — драматический фрагмент «Афинские ворота», который вышел отдельной книгой в издательстве «Типография Меммингера» небольшим тиражом. Это единственное драматическое произведение, опубликованное при жизни автора. 2 апреля 1908 года, за один день, сочиняет одноактную драму «Свадьба Бартоломео Руджери»… Большое влияние на формирование его стиля первоначально оказали Ницше, Гёльдерлин, Новалис, Мережковский. 6 июля 1910 года Гейм выступает в Берлине в «Неопатетическом кабаре» при «Новом клубе» и быстро приобретает известность в литературных кругах. Вместе с Э. Штадлером и Г. Траклем, он становится одним из предтеч экспрессионизма в немецкоязычной литературе.
Смерть, большие города и война были главной темой его стихотворений. Также многие стихи и прозаические произведения Гейма посвящены историческим сюжетам: античности («Киприда», цикл стихов «Марафон») и Французской революции («Робеспьер», «Луи Капет» и др.). В январе 1912 года Гейм, катаясь со своим другом Эрнстом Бальке на реке Хафель, провалился под лёд и утонул. Он стал знаменит как «поэт, предсказавший собственную смерть». И, действительно, менее чем за два года до своей гибели, Гейм сделал в дневнике запись сна, который во многом повторял обстоятельства его смерти.
При жизни Гейма вышел только один стихотворный сборник — «Вечный день» (1911, «Rowohlt Verlag»). Два последующих, «Umbra vitae» (1912) и «Небесная трагедия» (1922), были изданы его друзьями посмертно в большой спешке, что послужило причиной многочисленных ошибок и опечаток. Также посмертно был издан сборник новелл «Вор» (1912). Посмертная слава Гейма возросла после включения его стихов в легендарную антологию экспрессионистов «Сумерки человечества» («Die Menschheitsdämmerung», Pinthus Verlag, 1919), выдержавшую за последние 90 лет 43 переиздания и ставшую в Германии эталонной для этого направления.
В годы правления Гитлера экспрессионизм был объявлен «дегенеративным искусством», и творчество Гейма как одного из ярких представителей этого направления было предано забвению. Лишь после войны началось серьёзное изучение творчества поэта. К этому времени в Германию вернулся архив Гейма, который с середины 1930-х годов хранился в Палестине у Эрвина Лёвенсона. Обработкой его занялся литературовед Карл Людвиг Шнайдер. Итогом его работы стало издание в 1960-х годах полного собрания сочинений Гейма в 4 томах (стихи, проза, драмы, письма, дневники), которое по сей день остается главным собранием его трудов. В 1993 году вышло фундаментальное объемное двухтомное критико-генетическое издание стихотворений поэта, написанных в 1910—1912 годах, в настоящее время считающееся основным источником для изучения творчества поэта.

## Гейм на русском языке
Переводы стихов Г. Гейма на русский язык появились вскоре после его смерти. В 1925 году вышел сборник «Молодая Германия», представивший читателям творчество немецких поэтов «экспрессионистского десятилетия». В него вошло 6 стихотворений в пер. Б. Пастернака, Г. Петникова и Ф. Сологуба. Гейма переводили Г. Ратгауз, А. Попов и др.
В 2003 году в серии «Литературные памятники» были выпущены под одной обложкой три поэтических сборника Гейма в переводе М. Гаспарова. Капитальная по научной подготовке книга была, тем не менее, неоднозначно воспринята читателями и переводческим сообществом, так как переложение произведений для академического издания было выполнено в жанре «вольного подстрочника». Так, переводчик А. П. Прокопьев в интервью «Русскому журналу» отметил:

«Переводы часто штампуют по раз и навсегда найденному шаблону. Многим же кажется, что залог удачи — версификационная безупречность. На самом деле грамотное выполнение перевода не обеспечивает того, чтобы на другом языке возникло действительно стихотворение. Однако нелепо делать из этого вывод, что теперь все нужно переводить прозой, как часто практикуют на Западе. Иногда это уместно и полезно для читателя. Как в случае с античной поэзией в переводах глубоко мной уважаемого Михаила Леоновича Гаспарова. Но когда он таким же способом переводит Георга Гейма, точности даже в передаче простого смысла сказанного добиться не удается, а ведь ради точности грамматический перевод вроде бы и делается. Я сознательно отозвал свои переводы из Приложения в книге стихов Гейма, вышедшей в 2002 в „Литературных Памятниках“, с одной только целью — чтобы у меня оставалось моральное право критически высказываться на сей счет».
В «Дополнения» этого издания включены некоторые стихотворные переводы (В. Нейштадта, Б. Пастернака, Г. Петникова и др.). Также переводы Гаспарова были опубликованы издательством «Азбука-классика» в серии «Билингва».
В 2011 году в издательстве «Водолей» вышел том избранных произведений поэта в переводе А. Чёрного, приуроченный к 100-летию со дня смерти Г. Гейма. В нём впервые на русском языке опубликован полный поэтический перевод книги «Вечный день» и стихотворного цикла «Марафон», к которым приложены избранные стихотворения Гейма 1910—1912 гг., а также два эссе. В том же году вышел в свет сборник «„Морг“ и другие стихи» в переводе Н. Морозовой-Фёрстер.
В 2013 году в Санкт-Петербурге было основано Общество Георга Гейма. «Оно объединяет переводчиков-германистов, делающих немецкоязычную поэзию XX века достоянием русского читателя. Цели общества разделены на два направления: исследование и перевод наследия выдающегося немецкого поэта Георга Гейма (1887—1912), а также популяризация и исследование немецкого XX века в отражении поэтов-современников».

## Основные произведения
Сборники стихов
- «Вечный день», 1911 (нем. «Der ewige tag»)
- «Umbra vitae», 1912 (с лат. — «Тень жизни»)

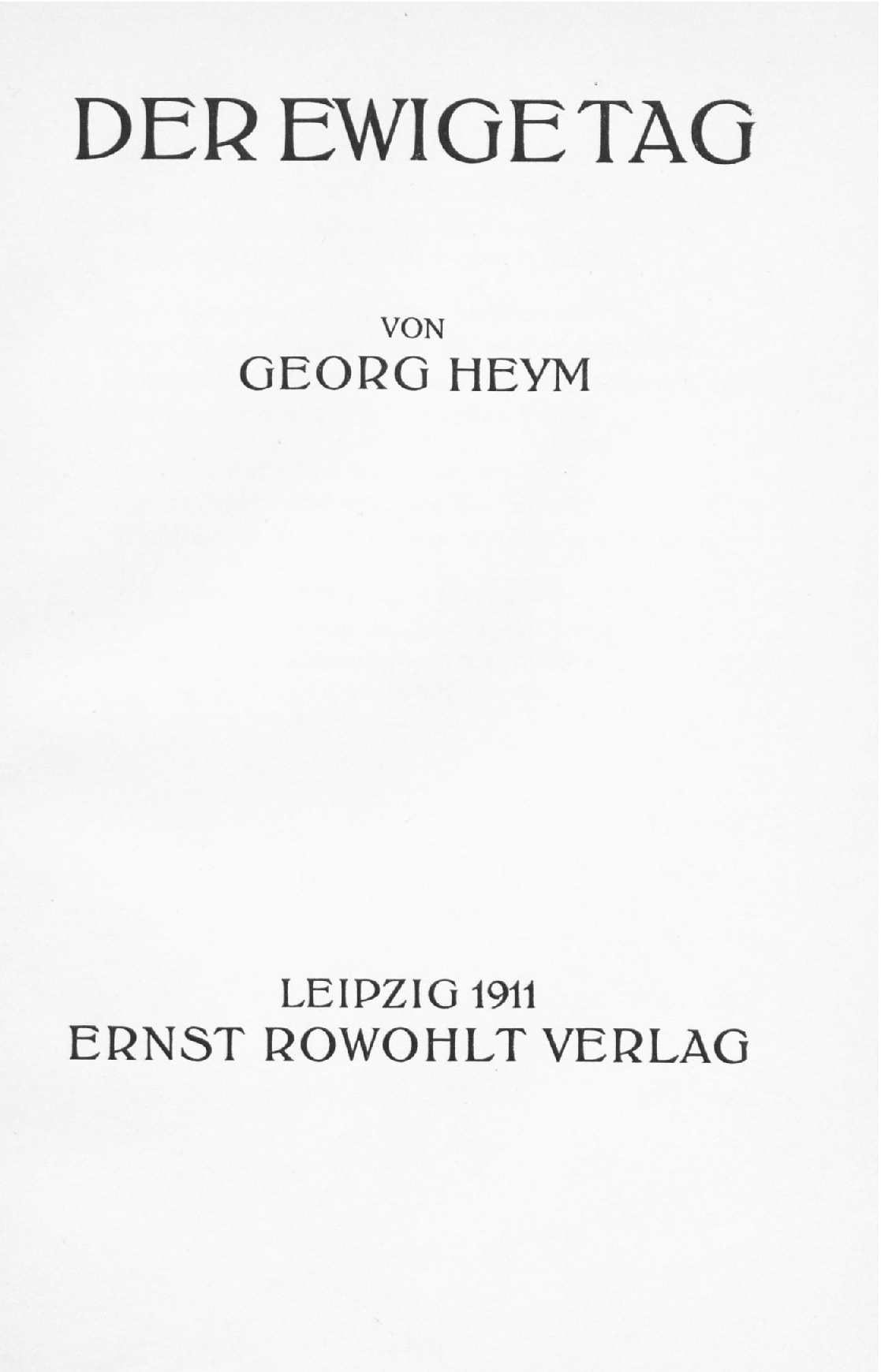
Титульный лист первой книги Г. Гейма «Вечный день» (1911)

- «Небесная трагедия», 1913 (нем. «Der Himmeltrauerspiel»)

Проза
- «Вор». Книга новелл, 1913 (нем. «Der Dieb». Ein Novellenbuch.)
- «Опыт новой религии» (нем. «Versuch einer neuen Religion»)
- «Мои сны» (нем. «Meine Träume»)

Драмы
- «Поход на Сицилию» (нем. «Feldzug nach Sizillien»)
- «Женитьба Бартоломео Руджери» (нем. «Die Hochzeit von Bartolomeo Ruggieri»)

## Признание
- На стихи Гейма писал музыку Сэмюэл Барбер.
- Группа «Majdanek Waltz» в 2009 году выпустила три альбома песен на стихи Гейма[9].
- На стихи Гейма написана песня «Морские города» («Die Meerstädte») (пер. А. Попова, муз. А. Сенатского)
- Американская певица и пианистка Диаманда Галас положила на музыку стихотворение Гейма «Госпиталь» (Das Fieberspital), которое было выпущено в качестве самостоятельного альбома De-formation: Piano Variations (2020)[10].

### На русском языке
Отдельные издания
- Избранные стихотворения / сост. А. Прокопьев. — М.: Carte blanche, 1993.
- Гейм Г. Umbra vitae; Тракль Г. Песня закатной страны / пер. А. Николаева. — М.: Аллегро-Пресс, 1995.
- Вечный день. Umbra vitae. Небесная трагедия / пер. М. Гаспарова. — М.: Наука, 2003.
- Небесная трагедия / пер. М. Гаспарова; с парал. текстом на нем. яз. — СПб.: Азбука-Классика, 2005.
- Морские города: Избранная лирика / пер. А. Чёрного. — М.: Водолей, 2011.
- Избранное / пер. Д. Вонави. — Berlin: Von Rotenberg, 2012.
- Вечный день / пер. А. Чёрного; с парал. текстом на нем. яз. — СПб.: Своё издательство, 2013.
- Георг Хайм. Вечный день / пер. А. Прокопьева. М.: libra, 2020.
- Георг Хайм. Umbra vitae / пер. А. Прокопьева. М.: libra, 2021. ISBN 978-5-604-58727-0

Публикации в сборниках и журналах
- Стихи / пер. Б. Пастернака // Золотое перо / сост. и прим. Г. И. Ратгауза. — М.: Прогресс, 1974.
- Стихи / пер. Г. Ратгауза, А. Попова // Литературная учёба. — 1990. — № 5.
- Стихи (недоступная ссылка) / пер. В. Топорова // Сумерки человечества. / сост. В. Топоров. — М.: Московский рабочий, 1990. С. 17—47. (PDF)
- Стихи / пер. А. Прокопьева // Век перевода. / сост. Е. Витковский. — М. Водолей Publishers, 2005. Т. 1. С. 341—353.
- Стихи / пер. А. Чёрного // Чёрный А. В. Стихи. — М., 2009. С. 139—164.
- Стихотворения / пер. А. Чёрного // Контрабанда. — 2010. — № 1.
- Стихотворения  / пер. А. Чёрного // Ликбез. — 2010. — № 70.
- К 100-летию немецкого экспрессионизма. / пер. А. Чёрного // Альтернация. — 2010. — № 7.
- «Морские» стихи Георга Хайма / пер. А. Прокопьева // Волга. 2020. № 9/10.

### На немецком языке
- Schneider N. Georg Heym: der Städte Schultern knacken: Bilder, Texte, Dokumente. Zürich: Arche, 1987.
- Bridgwater P. Poet of expressionist Berlin: the life and work of Georg Heym. London: Libris, 1991
- Boris Behner: Das Problem der Einsamkeit im Prosawerk Georg Heyms. Universität zu Köln 1993 (Magisterarbeit, unveröff.)
- Ingrid Heep: Die Prosa Georg Heyms. Eine Stil- und Formanalyse. Diss., Philipps-Universität, Marburg/Lahn, 1968.
- Melanie Klier: Kunstsehen — Literarische Reflexion und Konstruktion von Gemälden in E. T. A. Hoffmanns Serapions-Brüdern mit Blick auf die Prosa Georg Heyms. Lang, Frankfurt 2002 ISBN 3-631-38842-X
- Kurt Mautz: Georg Heym. Mythologie und Gesellschaft im Expressionismus. Athenäum, Frankfurt 1987 ISBN 3-610-08929-6
- Gabriele Radecke: Die Editionen von Georg Heym. In: Editionen zu deutschsprachigen Autoren als Spiegel der Editionsgeschichte. Hrsg. von Rüdiger Nutt-Kofoth und Bodo Plachta. Tübingen 2005 (Bausteine zur Geschichte der Edition, Bd. 2), S. 179—198
- Nina Schneider: Georg Heym. Der Städte Schultern Knacken (Bilder, Texte, Dokumente). Arche, Zürich 1987 ISBN 3-7160-2061-3
- Nina Schneider: Georg Heym 1887—1912. Ausstellungskatalog 35 der Staatsbibliothek Preußischer Kulturbesitz Berlin (Ausstellung vom 15. September bis 5. November 1988). Dr. Ludwig Reichert Verlag, Wiesbaden 1988 ISBN 3-88226-446-2
- Thomas B. Schumann: Geschichte des «Neuen Clubs» in Berlin als wichtigster Anreger des literarischen Expressionismus. Eine Dokumentation. in: EMUNA. Horizonte zur Diskussion über Israel und das Judentum. 1974: IX/1, 55-70